# Кривоносове (Кропивницький район)
Кривоносове — село в Україні, у Кетрисанівській сільській громаді Кропивницького району Кіровоградської області. Населення становить 391 осіб в том числі. Колишній центр Кривоносівської сільської ради.

## Назва
До 1962 року село називалося Кривоносове. За радянських часів і до 2016 року село носило назву Червонозорівка.

## Історія
Як зазначав Геродот, у Гіпаніс впадає річка з гірко-солонуватою водою. Місце витоку цієї річки називалося Ексампей (з давньогрецької — «Священні дороги»). Історик і письменник Іван Білик ототожнив її з річкою Мертвовод, хоча помилково вважав, що вона починається в селі Павлогірківка. Насправді витоком Мертвоводу є село Кривоносове, а в Павлогірківці бере початок його притока — річка Лозуватка. Відповідно, існує припущення, що саме Кривоносове розташоване на місці легендарного скіфського Ексампею.
Археологічні знахідки свідчать про заселення території ще в найдавніші часи. Зокрема, місцевий краєзнавець Григорій Семесько виявив кам’яне рубило, яке передав до краєзнавчого музею м. Бобринець. Протягом 1972–1978 років він за підтримки професора Д. Я. Телєгіна (АН УРСР) брав участь в археологічних розкопках стоянок первісних людей поблизу сіл Піщане, Мала Дрюкова, Свердлове, Булгаківська Балка та Дуплонатова могила. Виявлені знаряддя праці (крем’яні сокири, рубила, зернотертки) були передані до Київського археологічного музею.
Також поблизу сіл Дончино та Витязівка виявлено залишки трипільської культури. На одному з присадибних ділянок, що прилягає до річки Мертвовод, знайдено «нуклеус» — кам’яне знаряддя періоду неоліту.
У період Великого переселення народів через територію сучасного села проходили кочові племена кімерійців, скіфів, сарматів, готів, гунів, аварів, хозарів. Про це свідчать скіфські кургани, з яких збереглося лише два.
У пізніші часи на цих землях перебували половці, а згодом — монголо-татари, литовці, турки. Від XV століття територія входила до складу так званого «дикого поля» — прикордонної зони між Кримським ханством і землями Запорізької Січі. У той час тут існували козацькі промисли та зимівники. Після ліквідації Січі 1775 року територія перейшла під контроль Російської імперії та роздавалась офіцерам як «дачі».
За даними краєзнавця Г. Лашкула, село Кривоносове було засноване учасником російсько-турецьких війн, кавалером двох Георгіївських хрестів, який отримав землю на витоках річки Мертвовод і назвав поселення на честь свого батька — Кривоноса з Волині. Населення здебільшого складалося з переселенців — малоросів та козаків.
В архівних матеріалах 1837 року згадується Федір Кривоніс, землевласник і діяч місцевої громади, який був головою церковно-приходського опікунства при церкві Святого Миколая. За власні кошти він фінансував художнє оздоблення храму, іконопис якого здійснювали монахи Афонського монастиря. У 1930-х роках церкву було знищено радянською владою.
Село згадується в переписі 1858 року: 38 дворів, 209 мешканців. У 1883 році — вже 72 двори, 438 жителів, з них 62 господарства бідняцькі. Із 438 жителів — 430 були неписьменними. Населення займалося землеробством, скотарством, конярством, частково — ремеслом (ковальство, млинарство).
Власниками великих земельних угідь були представники родини Кривоносових. Зокрема, Іван Іванович Кривоносов володів 619 десятинами землі, а Мар'яна Іванівна Кривоносова — 1197 десятинами. Частина їхніх коштів йшла на благодійність.
Рід Кривоносових був освіченим: Іван Іванович отримав європейську освіту, володів кількома мовами. Після його смерті усипальницю було зруйновано під час революційних подій 1917 року. Тіло Кривоноса селяни викинули з саркофага, а пізніше було перепоховане. Граніт із мавзолею використовували для мосту через річку.
У 1896 році відкрито Кривоносівську церковно-приходську школу. Згодом відкрито земську школу (1910–1912), хату-читальню (1920) та інші освітні установи. У 1920-х рр. створюються комуністичний осередок, комітет незаможників, сільрада, комсомольська організація.
1925 року створено рільниче товариство «Промінь», а 1926 — кооперативне товариство «Хлібороб». У 1927 — товариство по спільному обробітку землі «Шлях незаможника». Статистичні дані фіксують склад, кількість землі, стан господарств, потреби у техніці тощо.

## Населення
Згідно з переписом УРСР 1989 року чисельність наявного населення села становила 420 осіб, з яких 190 чоловіків та 230 жінок.
За переписом населення України 2001 року в селі мешкали 393 особи.

### Мова
Розподіл населення за рідною мовою за даними перепису 2001 року:
| Мова       | Відсоток |
| ---------- | -------- |
| українська | 96,16 %  |
| молдовська | 1,28 %   |
| російська  | 1,28 %   |
| гагаузька  | 1,02 %   |
| білоруська | 0,26 %   |

## Друга світова війна
З початком німецько-радянської війни понад 10 тисяч мешканців області вирушили на фронт захищати Батьківщину. Із села Червонозорівка (на той час — Кривоносова) було мобілізовано 250 чоловіків.
На початку серпня 1941 року територія району була окупована німецькими військами. Настав період беззаконня та насильства щодо цивільного населення. Окупанти, проголосивши встановлення так званого «нового порядку», розпочали з пограбувань. За спогадами місцевого жителя та вчителя Г. Семеська, озброєні німецькі солдати нишпорили по селянських подвір’ях, забирали продукти харчування (яйця, птицю, свиней, молочні вироби), які зносили до шкільного приміщення, де базувались їхні мотоцикли. Шкільне майно викидали на подвір’я, знищили, зокрема, єдиний шкільний глобус.
Окупаційна адміністрація призначила сільського старосту, сформувала поліцію з числа місцевих жителів, що погодились співпрацювати з загарбниками. «Новий порядок» виявився режимом терору: населенню довелося сплачувати натуральні податки — по 350 яєць з двору, по тоні молока з корови тощо, при цьому без будь-якої оплати. Заборонялося забивати свиней, вилучалися теплі речі, валянки, лижі, які відправлялися на потреби німецьких солдатів. Збиратися дозволялося не більше ніж по двоє осіб. Усі радіоприймачі та мисливську зброю наказано було здати. За невиконання — розстріл, про що свідчили оголошення по селу.
У 1942–1943 роках юнаки та дівчата 1925–1926 років народження були примусово вивезені до Німеччини на трудові роботи. З села Червонозорівка таким чином було депортовано 58 осіб. Зокрема, про цей період свідчення залишила Ольга Павлівна Поліщук. У приватному архіві А.Ф. Самойленка збереглося фото з Німеччини, на якому зафіксовані Марія Лиходей, Марія Рейса, Анатолій Дяченко, Володимир Борзик, Віра та Ніна Черненко, Ольга Поліщук, Анастасія Самойленко.
Протягом трьох років німецької окупації в селі діяли підпільні групи. Перша з них була створена восени 1941 року під керівництвом Антона Пономаренка. Окупаційною владою наглядачем (комендантом) села був призначений німець на прізвище Бар, який проживав зі своєю родиною у шкільному приміщенні. Перекладачкою при ньому працювала місцева жителька на ім’я Ліза. За свідченнями очевидців, Бар відзначався жорстокістю.
У селі відбувалися каральні операції. Наприклад, у Кривоносівці тричі проводилися облави: підпільників арештовували, піддавали допитам та знущанням, після чого розстрілювали.
Село було звільнене 16 березня 1944 року частинами 57-ї армії 3-го Українського фронту під командуванням генерал-лейтенанта М.А. Гагена. У визволенні брали участь:
- 93-тя стрілецька дивізія (генерал-майор А.Я. Крузе),
- 113-та стрілецька дивізія (полковник П.В. Дмитрієв),
- 223-тя стрілецька дивізія (полковник П.В. Татарчевський),
- 52-га стрілецька дивізія (генерал-майор Л.М. Миляєв),
- 68-ма стрілецька дивізія (генерал-майор Н.Н. Шкудонович).

У боях за визволення району загинуло 140 радянських воїнів.
За виявлений героїзм у роки війни 67 мешканців села були нагороджені орденами і медалями. Станом на сьогодні жодного ветерана війни серед жителів села вже не залишилося.